# Ignacy Piotrowski
Ignacy Piotrowski herbu Korwin (ur. ok. 1753 w Kijowskiem) – oficer polski, uczestnik wojny polsko rosyjskiej 1792.
Służył w 12 Regimencie Pieszym Koronym, gdzie 11 stycznia 1790 awansował z majora na pułkownika. Odznaczony Orderem Virtuti Militari.